# جاسك
جاسك ميناء على الساحل الشمالي لخليج عمان في منطقة مكران، يعد أقدم البلاد التي هاجر اليها العرب في مناطق عمان وساحل عمان منذ أيام سليمة بن مالك وخاصة قبائل الأزد.